# Борисенко, Валентин Назарович
Валентин Назарович Борисе́нко (1929—1990) — украинский советский скульптор, народный художник УССР (1976), профессор, ректор Львовского института декоративно-прикладного искусства и Киевского художественного института, педагог, лауреат Государственной премии УССР имени Т. Г. Шевченко (1978).

## Биография
Родился 2 мая 1929 года в селе Озеряны (ныне Бобровицкий район, Черниговская область, Украина) в крестьянской семье.
В 1944 году В. Н. Борисенко приехал в освобождённый Киев и поступил в училище декоративно-прикладного искусства. После его окончания в 1947 году поступил на отделение декоративной скульптуры Львовского государственного института прикладного и декоративного искусства, которое окончил в 1953 году. Учился у мастера скульптуры, заслуженного деятеля искусств УССР Ивана Севе́ры, а по классу рисунка и живописи — у профессора В. А. Любчика.

## Творчество

Памятник бойцам Первой конной армии до совершения актов вандализма и разворовывания

В конце 1950-х годов скульптором создано несколько станковых произведений, обративших на себя внимание специалистов. Среди них — скульптурные портреты М. Горького, К. А. Тимирязева, И. П. Павлова, Н. Г. Чернышевского, Н. Ботвина, А. П. Марченко. Часть работ была выполнена по заказу Львовской керамико-скульптурной фабрики Худфонда УССР.
Определенным этапом в творчестве мастера стали скульптура древнерусского князя Данилы Галицкого, «Хозяин Верховины», «Орел Карпат», выполненная в дереве и принёсшая особый успех автору.
В начале 1960-х годов В. Н. Борисенко, в духе того времени, обращается к образам деятелей коммунизма и создаёт скульптуры К. Маркса и Ф. Энгельса.
В течение 1960-х годов из мастерской скульптора выходят многофигурные композиции «Урожай» и «Хлеб», «Верховина», «Олекса Довбуш», триптих «Земля», скульптура Шекспира и барельеф Данте Алигьери. Тогда же он начал работать с металлом. Создал двухфигурную композицию «Днепр и Волга» (1966).
В содружестве с Э. П. Мисько, В. Одрехивским и Я. Чайкой Борисенко в 1964 году создал первый в УССР монумент Ивану Франко. 20-метровая с пьедесталом гранитная фигура Франко в окружении двух пилонов с изображением сцен народных выступлений против угнетателей была установлена напротив университета, носящего его имя.
В 1975 году Борисенко (в соавторстве) стал автором памятника бойцам Первой конной армии у пгт. Олеско. За эту работу в 1978 году был удостоен Государственной премии УССР имени Т. Г. Шевченко.
В течение 1972—1975 годов художник в соавторстве с В. Подольским работал над многофигурным памятником героям Хотинского восстания 1919 года. Памятник был отлит из бронзы и установлен в Хотине на одной из площадей города к 60-летию Советской власти.
В 1977 году совместно с В. Подольским создал львовский памятник первопечатнику Ивану Фёдорову.

## Педагогическая деятельность
С 1959 года В. Н. Борисенко преподавал во Львовском государственном институте прикладного и декоративного искусства, а с 1979 года занимал должность ректора этого института.
В 1977 году получил звание профессора.
В 1985—1988 годах был ректором Киевского Художественного института.
Воспитал ряд учеников, среди которых: И. А. Садовский, В. А. Филатов и других.